# Campionati europei di pentathlon moderno 2007
I campionati europei di pentathlon moderno 2007 si sono svolti a Riga, in Lettonia, dove si sono disputate le gare maschili e femminili individuali ed a squadre.

## Risultati

### Maschili
| Evento              | Oro                                                      | Argento                                                      | Bronzo                                                     |
| Individuale         | Viktor Horváth                                           | Rustem Sabirchuzin                                           | Marcin Horbacz                                             |
| A squadre           | Russia Rustem Sabirchuzin Andrej Moiseev Il'ja Frolov    | Ungheria Viktor Horváth Gábor Balogh Sándor Fülep            | Bielorussia Jahor Lapo Dzmitryj Meljach Michail Prakapenka |
| Staffetta a squadre | Russia Aleksej Turkin Aleksej Velikodnyj Dmitrij Telegin | Lituania Edvinas Krungolcas Justinas Kinderis Tadas Žemaitis | Bielorussia Jahor Lapo Dzmitryj Meljach Michail Prakapenka |

### Femminili
| Evento              | Oro                                                            | Argento                                                         | Bronzo                                                     |
| Individuale         | Evdokija Grečišnikova                                          | Heather Fell                                                    | Sara Bertoli                                               |
| A squadre           | Italia Claudia Corsini Sara Bertoli Alessia Pieretti           | Regno Unito Mhairi Spence Georgina Harland Katherine Livingston | Polonia Sylwia Czwojdzińska Edyta Małoszyc Paulina Boenisz |
| Staffetta a squadre | Regno Unito Heather Fell Georgina Harland Katherine Livingston | Russia Tat'jana Muratova Ljudmila Sirotkina Polina Stručkova    | Ungheria Zsuzsanna Vörös Vivien Máthé Sarolta Kovács       |

## Medagliere
| Posizione | Paese       |   |   |   | Totale |
| --------- | ----------- | - | - | - | ------ |
| 1         | Russia      | 3 | 2 | 0 | 5      |
| 2         | Regno Unito | 1 | 2 | 0 | 3      |
| 3         | Ungheria    | 1 | 1 | 1 | 2      |
| 4         | Italia      | 1 | 0 | 1 | 2      |
| 5         | Lituania    | 0 | 1 | 0 | 1      |
| 6         | Bielorussia | 0 | 0 | 2 | 2      |
| 6         | Polonia     | 0 | 0 | 2 | 2      |
| Totale    | Totale      | 6 | 6 | 6 | 18     |